# Lagny-le-Sec
Lagny-le-Sec je francouzská obec v departementu Oise v regionu Hauts-de-France. V roce 2010 zde žilo 1 947 obyvatel.

## Vývoj počtu obyvatel
Počet obyvatel 